# LSR J1835+3259
ال اس ار جي 1835+3259 (LSR J1835 + 3259) هو نجم قزم بني من فئة قريبة من M8.5 في التصنيف النجمي، يقع في كوكبة القيثارة، تم إكتشافه سنة 2003.

## الخصائص
أول شفق خارج المجموعة الشمسية تم الكشف عنه في جو هذا النجم. وقد تم العثور عليه بواسطة مصفوف المراصد العظيم VLA في نيو مكسيكو عن طريق تحليل موجات الراديو المنبعثة. قد يصل الشفق مليون مرة أكثر من أي شفق رصد على الأرض. يشع الشفق باللون الاحمر لأن الجسيمات المشحونة تتفاعل مع الهيدروجين في غلافه الجوي. من غير المعروف ما هو السبب. وتكهن البعض أن المواد ربما يجري تجريدها قبالة سطح القزم البني عن طريق الرياح النجمية لإنتاج الإلكترونات الخاصة. تفسير آخر محتمل هو وجود كوكب لكن للأن لم يتم كشفه أو كشف قمر حول القزم، الذي قد يكون السبب في رمي المواد الانشطارية، كما هو الحال مع كوكب المشتري والقمر في ايو.